# 袁良 (1883年)

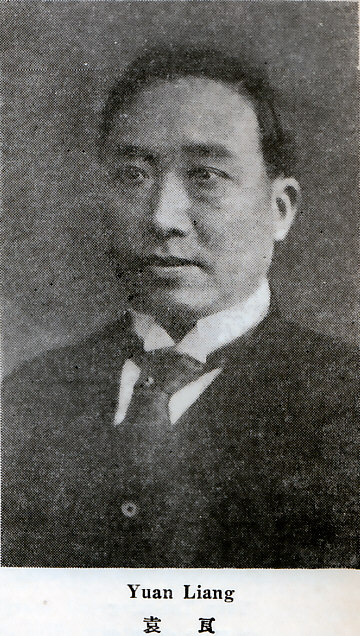

袁良（1883年11月9日—1953年），字文卿、又字文欽，浙江省杭州府杭縣（今杭州市）人，中華民国政治家，中國政界的日本通。

## 生平
光绪九年十月初十日出生，袁良早年在日本留学，畢業於早稻田大学。歸国後，他歷任奉天省巡警局提調、昌圖府全府警察總辦兼交涉員、交涉司總檢事、交涉使代理、東三省軍械局總辦、東邊道沙河税務總辦等職。此後他被北洋政府中央召還，歷任大總統府秘書、国務院参議、中央農事試驗場場長。
1924年（民国13年），袁良任黃郛攝政內閣秘書長。翌年，他調任全国水利局總裁兼揚子江水道討論委員会副会長。1928年（民国17年）3月，他任国民政府外交部第二司司長。翌年，他任上海市政府秘書長，10月任上海市公安局局長。當時袁良、殷汝耕、殷同、程克被視爲日本通四巨頭。
1931年（民国20年）12月，他任江西省政府委員兼保安處處長。不久他兼任軍事委員會委員長南昌行營地方自衛處處長。1933年（民国22年），他任行政院駐平政務整理委員会委員長黄郛的隨從。6月，他任北平市市長，7月他兼任政務整理委員会委員。1935年（民国24年）11月，他任福建省政府主席陳儀手下的省政府顧問。抗日戰爭期間，他避居上海。
1948年1月1日，经济部纺织事业调节委员会改组为全国花纱布管理委员会，袁良任主任。1953年，袁良在上海病逝。

## 逸事
在任北平市長期間，袁良曾給想到陝北採訪中國共産黨根據地的美國記者埃德加·斯諾開具了特別通行證。斯诺为感谢袁良的幫助，贈給他一支英国造苹果牌双管猎枪（枪号517）。該槍在其於1953年病逝前被傳予长孙袁奇，最終於2001年被袁奇上繳予九江市公安局浔阳分局浔阳楼派出所。斯诺是在1936年6月离开北平去西安再往延安，其时袁良已退任市长七个月。